# Röbergstjärnen (Sunne socken, Värmland)
Röbergstjärnen är en sjö i Sunne kommun i Värmland och ingår i Göta älvs huvudavrinningsområde.